# Aghdarre-je Olja
AAghdarre-je Olja – wieś w Iranie, w ostanie Azerbejdżan Zachodni, w szahrestanie Takab. W 2006 roku liczyła 629 mieszkańców.